# 老隠駅
老隠駅（ノウンえき）は、大韓民国大田広域市儒城区にある大田交通公社1号線の駅。駅番号は120。

## 駅構造
- 相対式ホーム2面2線の地下駅。

のりば
| 上り | 1号線 | 板岩方面 |
| 下り | 1号線 | 盤石方面 |

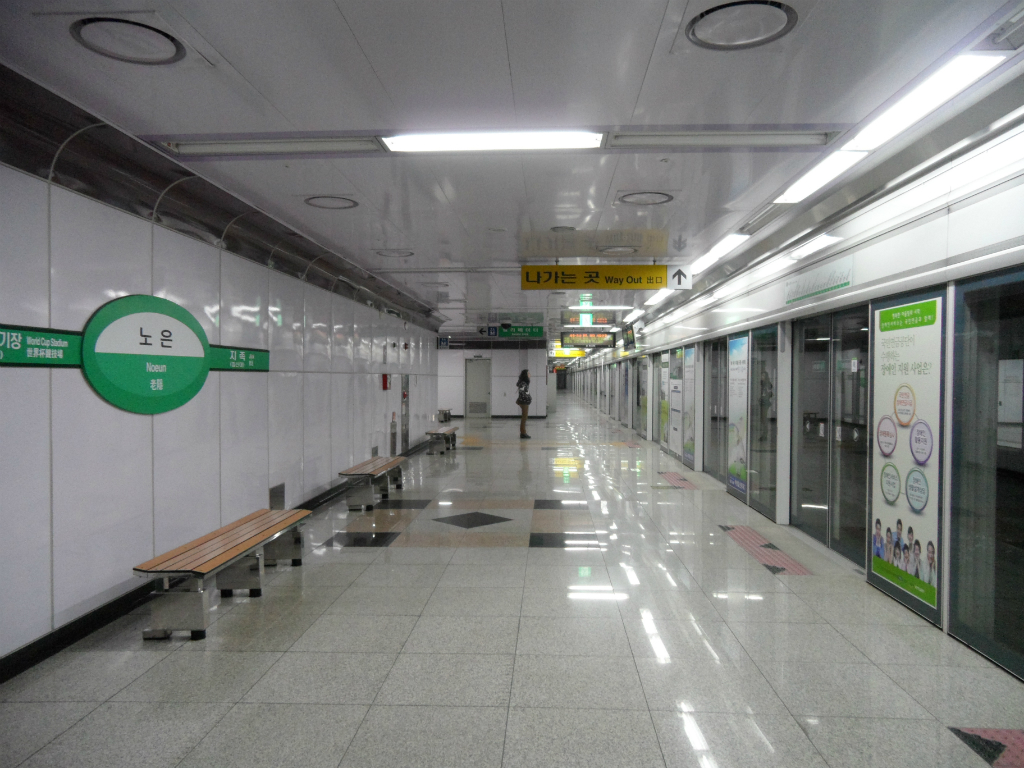
ホーム
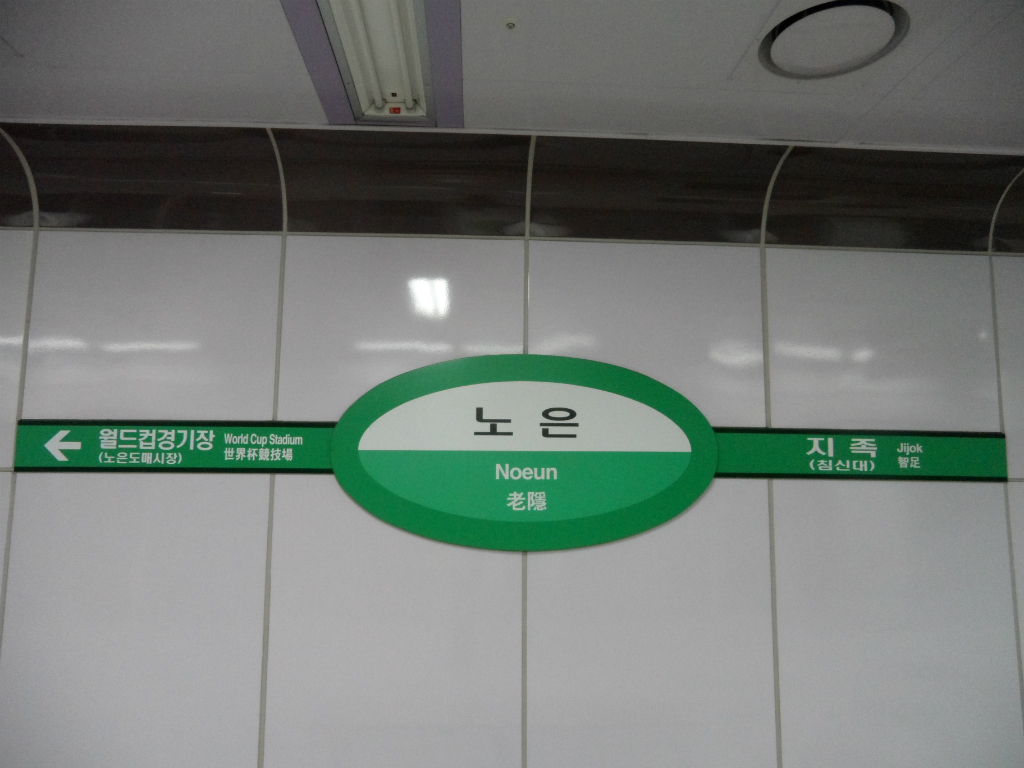
駅名標

## 駅周辺
- 大田尚智初等学校
- 大田智足中学校
- 大田智足高等学校
- 智足郵便局
- CJ CGV儒城老隠
- 大田先史博物館
- 三星証券大田老隠支店
- 国民銀行老隠支店
- ハナ銀行老隠支店
- 現代証券老隠支店
- 教保証券老隠支店
- 新韓銀行老隠支店

## 歴史
- 2007年4月17日 - 1号線政府庁舎 - 盤石間延伸に伴い開業。

## 隣の駅
大田交通公社
1号線
ワールドカップ競技場駅 (119) - 老隠駅 (120) - 智足駅 (121)